# زمردماهی جهشی
زمردماهی جهشی (نام علمی: Conniella apterygia) نام یک گونه از خانواده زمردماهیان است.